# Giovanni Gavarone
Giovanni Gavarone (Genova, 28 febbraio 1882 – ...) è stato un armatore e dirigente sportivo italiano, presidente del Genova 1893 nel biennio 1942-1943.

## Carriera

### Ingegnere
Gavarone fu un armatore genovese, che venne nominato Cavaliere del Lavoro nel 1936.

### Dirigente sportivo
Socio del Genova 1893, nel 1936, durante la presidenza Juan Culiolo, fu tra i quattro soci che contribuirono grazie a ricche donazioni alla campagna di rafforzamento del sodalizio rossoblu, neopromosso in Serie A.
Divenne presidente del Genova 1893 nel  1942, sostituendo alla guida della società Nino Bertoni. Mantenne la carica sino all'anno successivo, quando tornò alla guida della società Bertoni.